# 唐津市立七山小中学校
唐津市立七山小中学校（からつしりつ ななやましょうちゅうがっこう）は、佐賀県唐津市七山藤川にある公立の小・中併設校。

## 概要
歴史
小学校は1873年（明治6年）創立。中学校は1947年（昭和22年）創立。2008年（平成20年）に小中併設校となった。
校章
小学校と中学校で校章が異なる。
- 小学校 - 校名の「七」と「山」を組み合わせたものを図案化し、左右に広がる月桂樹を「小」の文字を図案化したリボンで結んでいるデザインとなっている。
- 中学校 - 「山」を図案化したものを7つ並べて「七山」を表し、「中」の文字を囲んでいる。

校歌
小学校と中学校で校歌が異なる。
- 小学校 - 作詞は中島太、作曲は高田重男による。歌詞は2番まであり、1番に校名の「七山」が登場する。
- 中学校 - 作詞は青木敏美、作曲は松下又彦による。歌詞は3番まであり、各番に校名の「七山中学」が登場する。

校区
住所表記で「唐津市七山」となる全域（白木、藤川、馬川、荒川、池原、木浦、仁部、滝川）

## 沿革

### 小学校
七山小学校
- 1873年（明治6年）6月5日 - 「公立七山小学校」が創立。小学下等科を教授。滝川直伝寺を仮校舎とする。七山小学校を本校として、浮岳（狩川）に小学校（支校）を設置。
- 1875年（明治8年）
  - 4月 - 滝川龍泉寺[2]に移転。
  - 9月 - 笛岳（馬川）の地蔵堂を仮校舎として、笛岳小学校（支校）を設置。
- 1877年（明治10年）9月 - 林泉（池原）の医王院内に林泉小学校（支校）を設置。
- 1881年（明治14年）
  - 4月 - 滝川にある滝本屋の敷地内に校舎を藁葺き平屋建ての校舎を新築。
  - 7月 - 初等科・中等科・高等科を設置。
- 1884年（明治17年）4月 - 小学校3校（笛岳・浮岳・林泉）を統合の上、それぞれ笛岳分校・浮岳分校・林泉分校とする。
- 1886年（明治19年）4月 - 小学校令施行により、尋常科を設置の上、「尋常七山小学校」に改称。林泉分校が分離の上、尋常池原小学校として独立。
- 1889年（明治22年）4月 - 町村制施行により、東松浦郡8村（白木・藤川・馬川・荒川・池原・木浦・滝川・仁部）の合併により七山村が発足。
- 1890年（明治23年）4月 - 笛岳分校が分離の上、尋常馬川小学校として独立。
- 1891年（明治24年）
  - 4月 - 笛岳分校が分離の上、狩川尋常小学校として独立。
  - 7月3日 - 「七山尋常小学校[3]」に改称。
- 1898年（明治31年）10月 - 児童数の増加により、滝川字古賀に瓦葺き2階建て木造校舎を建設。
- 1900年（明治33年）7月3日 - 高等科（2年制）を併設の上、「七山尋常高等小学校」に改称。村役場を高等科の仮教場とする。
- 1901年（明治34年）7月 - 高等科を4年制とする。
- 1902年（明治35年）4月 - 高等科の教場を滝川稲荷堂に移転。
- 1903年（明治36年）4月 - 校地を藤川字市木に移転。校舎を増築し、瓦葺き平屋建て木造の第一校舎と瓦葺き2階建て木造の第二校舎が完成。
- 1908年（明治41年）
  - 4月 - 改正小学校令より、尋常科を4年から6年に延長し、高等科を2年制とする。
  - 9月 - 児童数の増加により、校舎を増築。
- 1912年（明治45年）- 黒木平に学校林を造成。
- 1915年（大正4年）4月 - 七山農業補習学校を併設。池原・馬川・狩川の各小学校に分教場を設置。
- 1926年（大正15年）
  - この年 - 校舎を増築。
  - 7月1日 - 併設の農業補習学校が「青年訓練所充当 七山公民学校」に改称。
- 1927年（昭和2年）4月 - 校舎一棟を増築。
- 1935年（昭和10年）4月1日 - 青年学校令の施行により、併設の公民学校が「七山村立農業青年学校」に改称。
- 1936年（昭和11年）6月 - 青年学校への女子部設置に伴い、小学校校舎2階部分に青年学校女子部専用の教室を設置。
- 1941年（昭和16年）4月1日 - 国民学校令の施行により、「七山村 七山国民学校」と改称。尋常科を初等科に改める。
- 1942年（昭和17年）4月 - 運動場を拡張。青年学校の独立校舎完成により、小学校との併設を解消。
- 1947年（昭和22年）4月1日 - 学制改革が行われる。
  - 七山国民学校 初等科は「七山村立七山小学校」に改組・改称。
  - 七山国民学校 高等科は青年学校普通科とともに、新制中学校「七山村立七山中学校」に改組される。独立校舎が完成するまでの間、小学校校舎に併設される。
- 1948年（昭和23年）11月3日 - 中学校校舎との併設を解消。
- 1954年（昭和29年）8月 - 公民館兼講堂が完成（中学校と共用）。
- 1955年（昭和30年）5月 - 木造2階建校舎を増築。
- 1960年（昭和35年）1月 - 完全給食を開始。
- 1962年（昭和37年）10月 - 鉄筋コンクリート造平屋建て新校舎（一部2階建）が完成し、移転を完了。
- 1964年（昭和39年）12月 - 体育館が完成。
- 1965年（昭和40年）9月 - 七山村給食センターが開設される。

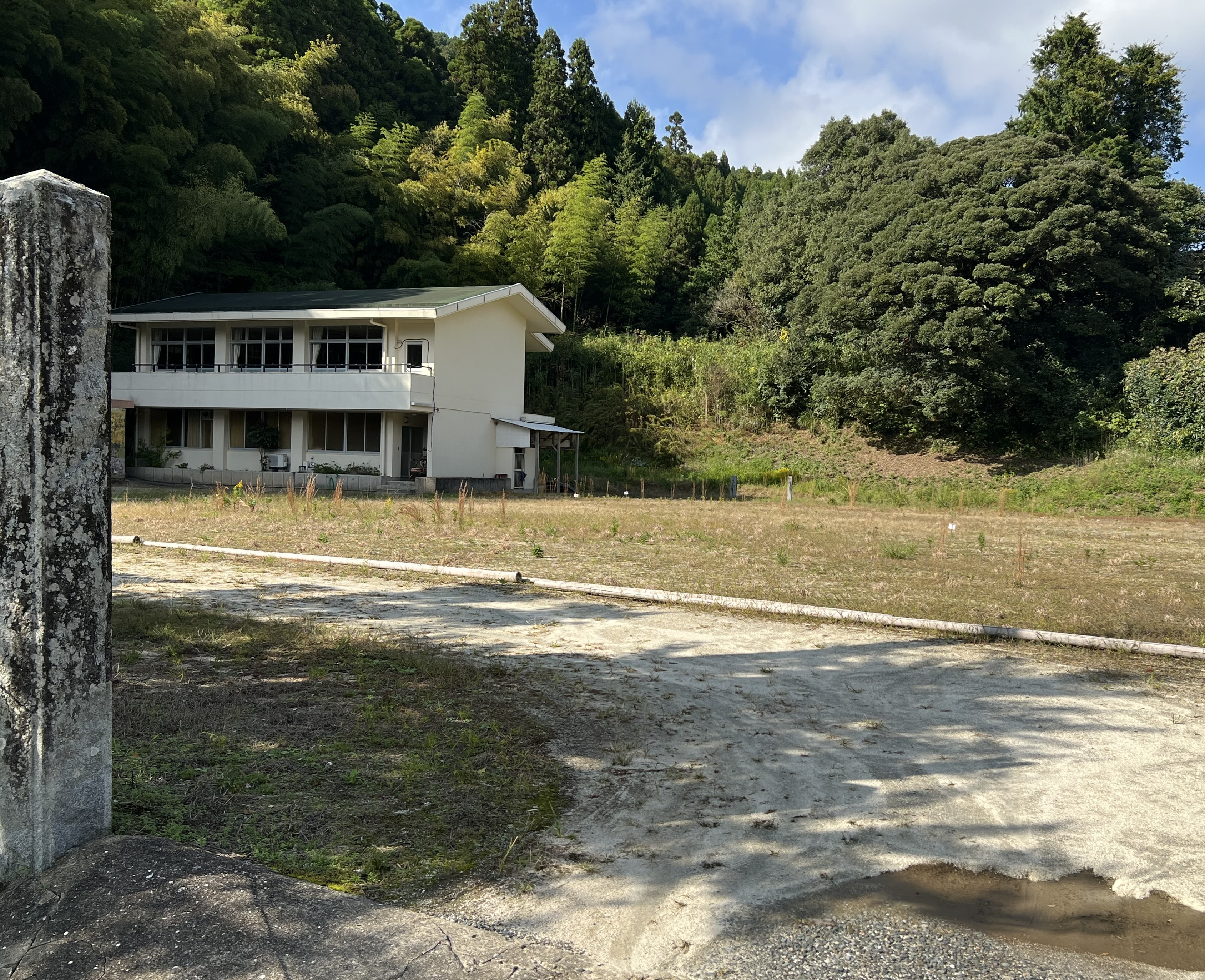
旧・池原小学校跡
現・七山池原集会所

- 1967年（昭和42年）4月 - 特殊学級を設置。
- 1969年（昭和44年）8月 - プールが完成。
- 1970年（昭和45年）
  - 4月1日 - 七山村立狩川小学校を統合。
  - 4月5日 - 白木・狩川方面からの通学兼用バスとして、昭和バスが白木線の運行を開始。
  - 12月 - 2階建特別教室棟（4教室）が完成。
- 1971年（昭和46年）4月1日 - 七山村立馬川小学校を統合。
- 1974年（昭和49年）3月 - 創立100周年記念式典を挙行。
- 1977年（昭和52年）10月 - 制服を制定。

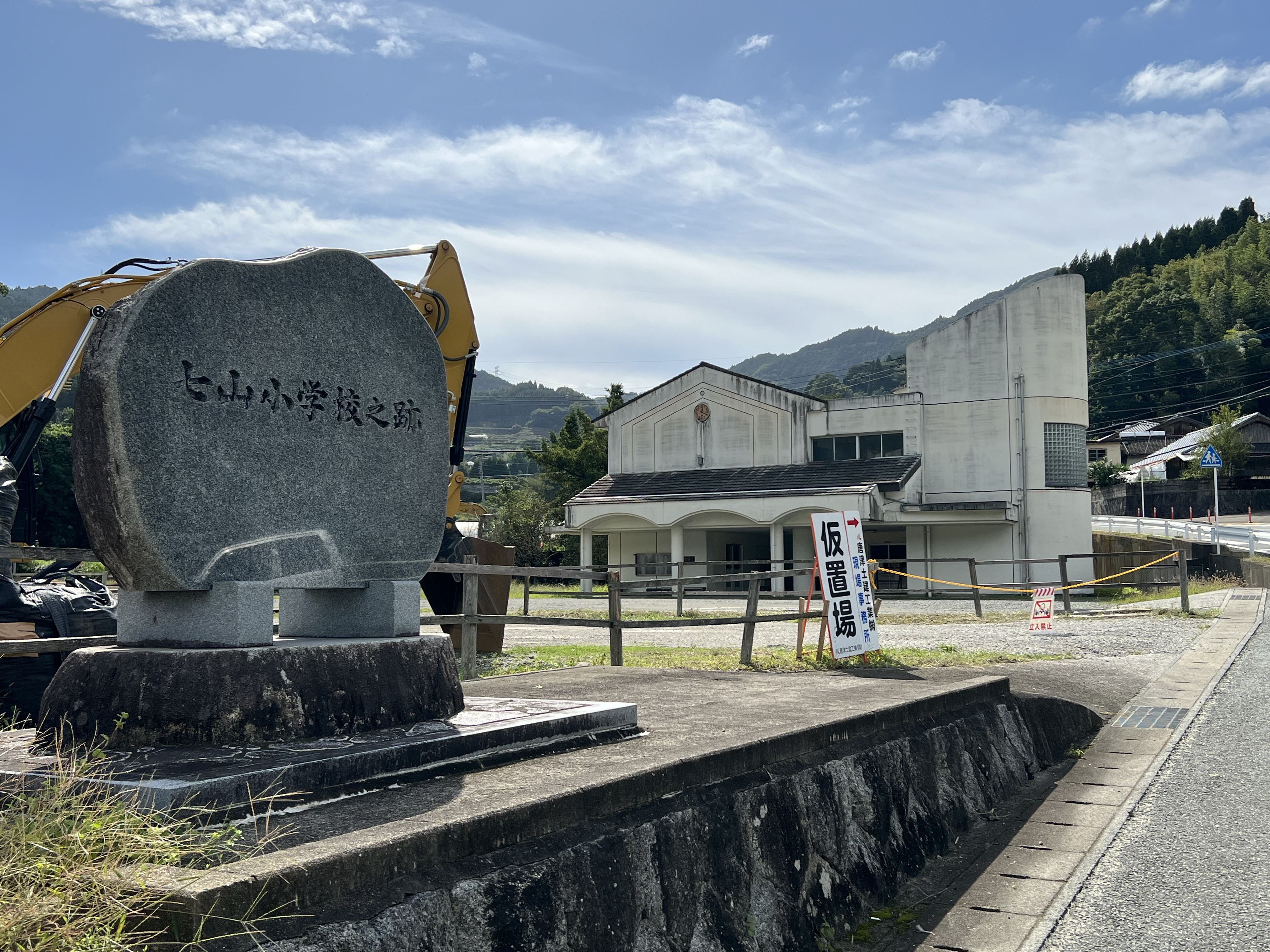
旧・七山小学校跡地

- 1982年（昭和57年）5月 - 運動場を拡張。
- 1987年（昭和62年）4月1日 - 七山村立池原小学校を統合。
- 1989年（平成元年）8月 - 教室等大規模階造を実施。
- 2001年（平成13年）9月 - パソコン教室を設置。
- 2006年（平成18年）1月1日 - 唐津市との合併により、「唐津市立七山小学校」に改称。

旧・狩川小学校（かりかわ）
- 1873年（明治6年）6月 - 七山小学校の支校として、「浮岳小学校」が創立。地蔵堂を校舎とする。
- 1881年（明治14年）- 初等科の教授を開始。後に「浮岳分校」となる。
- 1890年（明治23年）- 瓦葺き2階建て木造校舎が完成。
- 1891年（明治24年）4月 - 尋常七山小学校より分離の上、「狩川尋常小学校」として独立。
- 1908年（明治41年）4月 - 改正小学校令により、尋常科5年を新設。
- 1909年（明治42年）4月 - 尋常科6年を新設。
- 1912年（明治45年）- 石門柱を一基設置。
- 1927年（昭和2年）- 校道を開削。
- 1931年（昭和6年）12月 - 教室を増築。
- 1941年（昭和16年）4月1日 - 国民学校令施行により、「七山村立狩川国民学校」に改称。尋常科を初等科に改める。
- 1947年（昭和22年）4月1日 - 学制改革により、新制小学校「七山村立狩川小学校」に改称。
- 1948年（昭和23年）12月 - 3教室を増築。
- 1949年（昭和24年）4月 - 6学級編成となり、複式を解消。
- 1952年（昭和27年）5月 - 運動場を拡張。
- 1958年（昭和33年）4月 - 5学級編成となる。
- 1961年（昭和36年）
  - 4月 - 4学級編成（再び複式）となる。
  - 10月 - 講堂兼屋内運動場が完成。
- 1970年（昭和45年）
  - 3月22日 - 廃校式を挙行。
  - 3月31日 - 七山村立七山小学校への統合により、閉校。97年の歴史に幕を閉じる。
    - 最終所在地 - 佐賀県東松浦郡七山村白木字狩川2079番地
    - 跡地の活用 - 校舎の大部分は解体されたが、講堂兼体育館は地域の社会教育施設として住民によって管理されていた。現在ではそれも解体され、跡地は七山狩川運動広場（グラウンド）となっている。
    - 校章 - リボンで結ばれた、左右に広がる稲穂で「狩」の文字を囲んでいる。

旧・馬川小学校（まのかわ）
- 1875年（明治8年）9月 - 七山小学校の支校として「笛岳小学校」が創立。馬川西通寺を仮校舎とする。
- 1878年（明治11年）- 旧役場跡に移転。
- 1884年（明治17年）4月 - 統合により、「七山小学校 笛岳分校」となる。
- 1890年（明治23年）- 「尋常馬川小学校」として独立。
- 1892年（明治25年）4月 - 「馬川尋常小学校」に解消。
- 1901年（明治34年）5月 - 校舎を新築。
- 1908年（明治41年）4月 - 改正小学校令により、尋常科5年を新設。
- 1909年（明治42年）4月 - 尋常科6年を新設。佐賀県より僻地小学校に指定される。
- 1910年（明治43年）- 学校林を造成。校舎を増築。
- 1925年（大正14年）- 運動場を拡張。
- 1929年（昭和4年）5月 - 新校舎が完成し、校地を移転。
- 1930年（昭和5年）8月 - 水泳場が完成。
- 1934年（昭和9年）3月 - 僻地小学校の指定が解除される。
- 1941年（昭和16年）4月 - 国民学校令施行により、「七山村馬川小学校」に改称。尋常科を初等科に改める。
- 1944年（昭和19年）7月 - 再び僻地国民学校に指定される。
- 1947年（昭和22年）
  - 4月 - 学制改革により、新制小学校「七山村立馬川小学校」に改称。
  - 9月 - 複式を改称し、単式となる。
- 1948年（昭和23年）
  - 4月 - 父兄会を解消し、父母と先生の会（育友会）を結成。
  - 10月 - 講堂兼新校舎を建設。
- 1957年（昭和32年）2月 - 運動場を拡張。
- 1960年（昭和35年）10月 - 雨天体操場兼講堂（体育館）が完成。
- 1961年（昭和36年）3月10日 - 校歌を制定。作詞は山崎盛三、作曲は枝下又彦による。歌詞は4番まであり、各番の歌詞中に校名の「馬川小学校」が登場。
- 1971年（昭和46年）
  - 3月22日 - 廃校式を挙行。
  - 3月31日 - 閉校。96年の歴史に幕をとじる。
    - 最終所在地 - 佐賀県東松浦郡七山村馬川61番地。跡地は更地となっている。
    - 校章 - リボンで結ばれた、左右に広がる稲穂で「馬」の文字を囲んでいる。

旧・池原小学校（いけばる）
- 1877年（明治10年）9月 - 七山小学校の支校として「笛岳小学校」が創立。医王院内に校舎を設置。
- 1881年（明治14年）7月 - 初等科・中等科・高等科の教授を開始。後に、統合により「七山小学校 笛岳分校」となる。
- 1886年（明治19年）4月 - 七山小学校より分離し、「尋常池原小学校」として独立。
- 1891年（明治24年）7月 -「池原尋常小学校」に改称。
- 1899年（明治32年）9月 - 新校舎が完成し、移転を完了。
- 1908年（明治41年）4月 - 改正小学校令により、尋常科5年を新設。
- 1909年（明治42年）4月 - 尋常科6年を新設。
- 1927年（昭和2年）10月 - 教室を増築。
- 1928年（昭和3年）4月 - 運動場を拡張。教室をさらに増築。
- 1941年（昭和16年）
  - 4月 - 国民学校令施行により、「七山村池原国民学校」に改称。尋常科を初等科に改める。
  - 11月3日 - 校歌（旧校歌）を制定。
- 1947年（昭和22年）4月 - 学制改革により、新制小学校「七山村立池原小学校」に改称。
- 1948年（昭和23年）8月 - 新校舎が完成。
- 1958年（昭和33年）1月 - 新講堂が完成。
- 1963年（昭和38年）10月 - ミルク給食を開始。
- 1965年（昭和40年）8月 - 運動場を拡張。

- 1967年（昭和42年）2月10日 - 新校歌を制定。作詞・作曲ともに井手邦博による。歌詞は3番まであり、各番の歌詞中に校名の「池原小学校」が登場。
- 1977年（昭和52年）9月 - 創立100周年記念式典を挙行。
- 1979年（昭和54年）3月 - 多目的集会所が完成。この年、プールの建設に着手。
- 1987年（昭和62年）3月31日 - 閉校。110年の歴史に幕を閉じる。
  - 最終所在地 - 佐賀県東松浦郡七山村池原1272番地[4]（北緯33度24分54.3秒 東経130度08分17.4秒 / 北緯33.415083度 東経130.138167度）
  - 跡地の活用 - 木造校舎・講堂はしばらく「池原いなかの学校」として残されていた[5][6][7]が、2018年（平成30年）に解体され、七山池原集会所（1979年完成）とグラウンドのみとなっている。
  - 校章 - リボンで結ばれた、左右に広がる稲穂で「池」の文字を囲んでいる。

### 中学校
七山中学校（単独）
- 1947年（昭和22年）4月1日 - 学制改革が行われる。
  - 七山国民学校 初等科は「七山村立七山小学校」に改組・改称。
  - 七山国民学校 高等科は青年学校普通科とともに、新制中学校「七山村立七山中学校」に改組される。独立校舎が完成するまでの間、小学校校舎に併設される。
- 1948年（昭和23年）
  - 4月1日 - 七山村立農業青年学校廃止に伴い、校舎が七山中学校に移管される。
  - 11月3日 - 校舎2棟（6教室）を増築。小学校との併設を解消。
- 1950年（昭和25年）3月 - 校舎1棟を新築。
- 1951年（昭和26年）7月 - 七山村立家政学苑が併設される。
- 1954年（昭和29年）8月 - 公民館兼講堂が完成（小学校と共用）。
- 1957年（昭和32年）
  - 4月 - 併設の家政学苑が七山高等女子学院に改称。
  - 12月 - 校旗および校歌を制定。
- 1960年（昭和35年）1月 - 給食を開始。
- 1962年（昭和37年）10月 - 小学校新校舎の完成により、旧校舎4教室が中学校に移管される。
- 1965年（昭和40年）3月31日 - 七山高等女子学院が閉校。
- 1974年（昭和49年）
  - 2月 - 新校舎が完成。
  - 12月 - 体育館が完成。
- 1975年（昭和50年）7月 - プールが完成。
- 1992年（平成4年）3月 - パソコンを設置。
- 1997年（平成9年）7月 - 校舎を改修。
- 1999年（平成11年）10月 - 運動部部室が完成。
- 2006年（平成18年）1月1日 - 唐津市との合併により、「唐津市立七山中学校」に改称。
- 2007年（平成19年）9月 - 校舎改築のため、小学校グラウンドの仮設校舎に移転。

### 小中学校（併設）
- 2008年（平成20年）
  - 4月1日 - 唐津市立七山小学校と唐津市立七山中学校を併設の上、「唐津市立七山小中学校」（現校名）と改称。
  - 8月1日 - 中学校校地に小中併設の新校舎が完成。

## 交通
最寄りのバス停留所
- 昭和バス「七山」・「滝川」・「七山郵便局前」停留所

最寄りの幹線道路
- 国道323号
- 佐賀県道276号七山厳木線

## 周辺
- 旧七山小学校グラウンド（北緯33度26分27.6秒 東経130度06分48.2秒 / 北緯33.441000度 東経130.113389度）
- 玉島川
- 七山郵便局
- 七山村森林組合
- 唐津市役所 七山市民センター（旧・七山支所、七山村役場）
- 唐津市社会福祉協議会七山支所
- 七山鳴神の丘運動公園グラウンド・テニスコート
- 鳴神温泉ななのゆ